# Đài Phát thanh Sawa

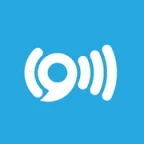
Đây là logo của Đài Phát thanh Sawa

Đài Phát thanh Sawa (tiếng Ả Rập: راديو سوا) là một đài phát thanh liên tục bằng tiếng Ả Rập và hướng tới Thế giới Ả Rập. Đài là một ban của Mạng lưới Truyền thông Trung Đông (Middle East Broadcasting Networks, Inc). và nhận được hỗ trợ tài chính từ Hội đồng Quản trị Phát thanh Truyền hình của Chính quyền (Broadcasting Board of Governors) và Quốc hội Hoa Kỳ. Từ "sawa" (سوا) có nghĩa là "cùng nhau" trong nhiều phương ngữ Ả Rập.
Các thành kiến tồn tại từ trước và những thành kiến mới nảy sinh đối với Hoa Kỳ đã dẫn đến việc thành lập Đài phát thanh Sawa. Đài tìm cách giao tiếp hiệu quả với tầng lớp trẻ của những người nói tiếng Ả Rập ở Trung Đông. Mục đích của đài để thúc đẩy thái độ thân Mỹ trong thanh niên của Thế giới Ả Rập. Buổi phát sóng đầu tiên của đài phát thanh Sawa là vào ngày 23 tháng 3 năm 2002. Chương trình tin tức của đài được phát sóng trực tiếp qua làn sóng từ studio của mình tại Washington, DC và Dubai, Các tiểu vương quốc Ả Rập thống nhất. Đài phát thanh Sawa cũng có các văn phòng tin tức và các phóng viên trên khắp Trung Đông.

## Lịch sử
Đài Phát thanh Sawa và cơ quan truyền thông song sinh là Al Hurra TV, là một phần của chiến lược ngoại giao quần chúng của Hoa Kỳ tại Trung Đông. Hai đài bắt đầu với phương châm "cải thiện hình ảnh Hoa Kỳ tại Trung Đông và tranh thủ trái tim và trí óc của người Ả Rập."
Đài Phát thanh Sawa phát sóng lần đầu vào đầu năm 2002, ban đầu chỉ phát tại Jordan, Bờ Tây, Kuwait, UAE (Abu Dhabi), Qatar và Bahrain và sau đó mở rộng ra phần còn lại của thế giới Ả Rập.
Đài Phát thanh Sawa đã thay thế ban tiếng Ả Rập của Đài Tiếng nói Hoa Kỳ, vốn đã không thành công trong việc thu hút thính giả. Người khởi xướng của Đài Phát thanh Sawa là trùm truyền thông người Mỹ Norman Pattiz. Ông nhận thấy trên 60% dân số Ả Rập là dưới 30 tuổi vì vậy ông đã phát triển chương trình nhắm tới đối tượng này. Pattiz tin rằng cách tốt nhất để vươn tới những người trẻ là âm nhạc. Điều này giải thích lý do tại sao chương trình của đài chủ yếu là nhạc pop Mỹ và Ả Rập.
Đài Phát thanh Sawa do Hội đồng Quản trị Phát thanh Truyền hình của Chính quyền (Broadcasting Board of Governors) (BBG), một cơ quan Liên bang của Hoa Kỳ quản lý cùng với tất cả các phương tiện truyền thông quốc tế khác của chính phủ Mỹ. BBG đã thành lập Mạng lưới Truyền thông Trung Đông (Middle East Broadcasting Networks) (MBN), một tổ chức tin tức và thông tin phi lợi nhuận để quản lý Radio Sawa và Al Hurra TV.